# Stazione di Keisei Sekiya
La Stazione di Keisei Sekiya (京成関屋駅?, Keisei Sekiya-eki) è una stazione ferroviaria di Tokyo situata nel quartiere di Adachi e servente la linea principale Keisei delle ferrovie Keisei.

## Linee
Ferrovie Keisei
● Linea principale Keisei

## Struttura
La stazione è dotata di due binari passanti su viadotto con due marciapiedi laterali.
| 1 | ■ Linea principale Keisei | per Nippori e Keisei Ueno                            |
| 2 | ■ Linea principale Keisei | per Aoto, Funabashi, Narita Aeroporto e Keisei-Chiba |

## Stazioni adiacenti
| «                                 | Servizio                | »                       |
| Linea Keisei principale           | Linea Keisei principale | Linea Keisei principale |
| --------------------------------- | ----------------------- | ----------------------- |
| Senju-Ōhashi                      | Locale                  | Horikiri-Shōbuen        |
| Tutti gli altri treni non fermano |                         |                         |